# جيمس إس. رولينز (سياسي)
جيمس إس. رولينز هو محامي وسياسي أمريكي، ولد في 19 أبريل 1812 في ريتشموند في الولايات المتحدة، وتوفي في 9 يناير 1888 في كولومبيا في الولايات المتحدة. نشط حزبياً في حزب اليمين والحزب الجمهوري والحزب الديمقراطي. وقد انتخب عضو مجلس ولاية ميزوري ‏ وانتخب عضو مجلس نواب ولاية ميزوري ‏ وانتخب عضو مجلس النواب الأمريكي ‏.